# Adrien (film)
Pour les articles homonymes, voir Adrien.
Pour plus de détails, voir Fiche technique et Distribution.
Adrien est un film français réalisé par Fernandel en 1943.

## Synopsis
Adrien Moulinet, encaisseur à la banque Nortier, a inventé un patin à roulettes à moteur. Il fait la connaissance de Jules, publicitaire au chômage, qui va l'aider, mais, attaqué et blessé par des gangsters, il est envoyé en convalescence dans une station thermale par son patron, où il fait la connaissance des deux filles du banquier. Il y a là aussi la maîtresse du mari de l'une des deux filles, et un imbroglio sentimental autant que dramatique commence à s'échafauder autour du pauvre employé, qui finira par siéger au conseil d'administration de la banque Nortier comme directeur général, et par se fiancer avec Gisèle.

## Fiche technique
- Titre original : Adrien
- Réalisation : Fernandel
- Scénario : Jean Aurenche et Jean de Letraz d'après le roman et la pièce de Jean de Letraz
- Adaptation : Jean Aurenche, Jean Manse, René Wheeler (non mentionné au générique)
- Dialogue : Jean Aurenche, Jean de Letraz
- Décors : Guy de Gastyne
- Photographie : Armand Thirard
- Son : Georges Leblond, sur bande Klangfilm Eurocord
- Montage : Christian Gaudin
- Musique : Roger Dumas
- Coordination des effets spéciaux : Nicolas Wilcké (non mentionné au générique)
- Tournage du 1er avril à mai 1943
- Production : Alfred Greven
- Société de production : Continental-Films
- Société de distribution : Alliance Cinématographique Européenne
- Pays de production :  France
- Langue originale : français
- Format : noir et blanc — 35 mm — 1,37:1 — son Mono
- Genre : Comédie
- Durée : 80 minutes
- Date de sortie : France : 22 décembre 1943

## Chansons du film
- "Adrien", "Voulez-vous m'aimer" (en duo avec Paulette Dubost), "Prenez-moi", de Jean Manse (paroles) et Roger Dumas (musique), interprétées par Fernandel

## Distribution
- Fernandel : Adrien Moulinet, encaisseur à la banque Nortier et inventeur de patins à roulettes à moteur
- Paulette Dubost : ( Paulette Dub sur l'affiche) Arlette Luciole, la maitresse d'Étienne
- Huguette Vivier : Monique, fille du banquier et femme d'Étienne
- Dorette Ardenne : Gisèle Nortier, fille du banquier qui tombe amoureuse d'Adrien
- Jane Marken : Mme Hortense, la propriétaire de l'appartement d'Arlette
- André Gabriello : M. Nortier, le banquier employeur d'Adrien
- Jean Tissier : Muillette, le secrétaire du banquier
- Paul Azaïs : Jules Petitpas, un publicitaire au chômage qui s'occupera de la promotion de l'invention d'Adrien
- Georges Chamarat : M. Robert, le chef de service d'Adrien
- Roger Duchesne : Étienne, mari de Monique et amant d'Arlette
- Jean Duvaleix : L'assureur de "La Pie qui veille"
- Georges Douking : Le peintre

Non crédités :
- Rivers-Cadet : Le barman
- Odette Barencey : La concierge de Jules
- Gustave Gallet : Le sous-chef de bureau
- Joe Alex : Le cireur noir
- René Alié : Le premier gangster
- Charles Lavialle : Pierrot, le deuxième gangster
- Paul Mirvil : Le collègue d'Adrien
- Georges Péclet : Le troisième gangster
- Gesky : Le chef de bureau
- Palmyre Levasseur : la concierge du boulevard Suchet

## Autour du film
Comme indiqué dans Laissez-passer de Bertrand Tavernier, le scénariste Jean Aurenche accepta ce travail sur un film de Fernandel pour la firme allemande Continental afin de fournir un travail à René Wheeler (sans qu'il soit mentionné au générique). Refusant que son nom figure au générique d’un film Continental, Paulette Dubost est créditée Paulette Dub. Elle avait gardé un très mauvais souvenir, en 1938, d'un voyage, à Berlin, pour la présentation d'un film. Au moment où Hitler prononçait un discours, elle avait dû rester les bras levés contre un mur pendant une heure (elle témoignait dans : On tournait sous l'occupation sur Arte)